# Jag hatar att jag älskar dig och jag älskar dig så mycket att jag hatar mig
"Jag hatar att jag älskar dig och jag älskar dig så mycket att jag hatar mig" är en låt av den svenska popartisten Håkan Hellström, släppt som den andra singeln från albumet Nåt gammalt, nåt nytt, nåt lånat, nåt blått den 8 mars 2006. Hellström, som skrivit låten, säger själv att det är ett kärleksbrev som skickats iväg alldeles för sent. Låten handlar om obesvarad kärlek.
Singeln nådde som högst en åttonde plats på den svenska singellistan 2006. Låten låg även etta på Trackslistan en vecka. Singelns B-sida heter Båda sidor nu och är en svenskspråkig tolkning av Joni Mitchells låt "Both Sides, Now". 
Det har inte spelats in någon video till låten, vilket hör till ovanligheterna då det gäller Hellströms singlar.

## Låtlista
1. "Jag hatar att jag älskar dig och jag älskar dig så mycket att jag hatar mig" (Hellström) – 5:18
2. "Båda sidor nu" (Tolkning av "Both Sides, Now" av Joni Mitchell, svensk text Hellström) – 4:30

## Listplaceringar
| Lista (2006) | Topplacering |
| ------------ | ------------ |
| Sverige      | 8            |

## Coverversioner
Erik Linder spelade 2009 in låten på albumet Inifrån.

### Fotnoter
1. ↑  Placeringar på den svenska singellistan. Läst 1 december 2010.
2. ↑  ”Svensk mediedatabas”. http://smdb.kb.se/catalog/id/002538057. Läst 17 augusti 2011.